# Risoluzioni del Consiglio di sicurezza delle Nazioni Unite (1901-2000)
| Risoluzione | Data              | Voto (favorevoli-contrari-astenuti)                       | Oggetto |
| 1901        | 16 dicembre 2009  | 15-0-0                                                    | Durata del mandato dei giudici al Tribunale penale internazionale per il Ruanda                                                           |
| 1902        | 17 dicembre 2009  | 15-0-0                                                    | Estende il mandato dell'Ufficio integrato delle Nazioni Unite in Burundi                                                                  |
| 1903        | 17 dicembre 2009  | 15-0-0                                                    | Abolizione embargo per le armi sulla Liberia, rinnovo del divieto di viaggiare per alcuni funzionari                                      |
| 1904        | 17 dicembre 2009  | 15-0-0                                                    | Sanzioni contro al-Qaida, talebani e gruppi associati                                                                                     |
| 1905        | 21 dicembre 2009  | 15-0-0                                                    | Estende le disposizioni per il Fondo sviluppo per l'Iraq                                                                                  |
| 1906        | 23 dicembre 2009  | 15-0-0                                                    | Estende il mandato della missione delle Nazioni Unite nella Repubblica Democratica del Congo                                              |
| 1907        | 23 dicembre 2009  | 13-1-1 (contro: Libia; astenuta: Cina)                    | Sanzioni all'Eritrea per il suo ruolo in Somalia e il suo rifiuto al ritiro delle truppe dal confine con Gibuti                           |
| 1908        | 19 gennaio 2010   | 15-0-0                                                    | Amplia la missione di stabilizzazione delle Nazioni Unite ad Haiti in seguito al terremoto di Haiti                                       |
| 1909        | 21 gennaio 2010   | 15-0-0                                                    | Estende il mandato della missione delle Nazioni Unite in Nepal e progetta il suo ritiro.                                                  |
| 1910        | 28 gennaio 2010   | 15-0-0                                                    | Estende il mandato della missione dell'Unione Africana in Somalia                                                                         |
| 1911        | 28 gennaio 2010   | 15-0-0                                                    | Estende il mandato dell'operazione delle Nazioni Unite in Costa d'Avorio in vista delle elezioni presidenziali                            |
| 1912        | 26 febbraio 2010  | 15-0-0                                                    | Estende il mandato della missione Integrata delle Nazioni Unite a Timor-Est                                                               |
| 1913        | 12 marzo 2010     | 15-0-0                                                    | Estende il mandato della missione delle Nazioni Unite nella Repubblica Centrafricana e Ciad                                               |
| 1914        | 18 marzo 2010     | 15-0-0                                                    | Posti vacanti ed elezioni per la Corte internazionale di giustizia                                                                        |
| 1915        | 18 marzo 2010     | 15-0-0                                                    | Aumento temporaneo del numero di giudici al Tribunale penale internazionale per l'ex-Jugoslavia                                           |
| 1916        | 19 marzo 2010     | 15-0-0                                                    | Estende ed espande il mandato del Gruppo di controllo sulla Somalia per includere rifornimenti all'Eritrea                                |
| 1917        | 22 marzo 2010     | 15-0-0                                                    | Estende il mandato della missione di assistenza delle Nazioni Unite in Afghanistan                                                        |
| 1918        | 27 aprile 2010    | 15-0-0                                                    | Richiesta a tutti gli Stati di penalizzare la pirateria con leggi nazionali                                                               |
| 1919        | 29 aprile 2010    | 15-0-0                                                    | Estende il mandato della missione delle Nazioni Unite nel Sudan                                                                           |
| 1920        | 30 aprile 2010    | 15-0-0                                                    | Estende il mandato della missione delle Nazioni Unite per il referendum nel Sahara Occidentale                                            |
| 1921        | 12 maggio 2010    | 15-0-0                                                    | Estende il mandato della missione delle Nazioni Unite in Nepal; preparativi per il ritiro                                                 |
| 1922        | 12 maggio 2010    | 15-0-0                                                    | Estende il mandato della missione delle Nazioni Unite nella Repubblica Centrafricana e Ciad                                               |
| 1923        | 25 maggio 2010    | 15-0-0                                                    | Ritiro della missione delle Nazioni Unite nella Repubblica Centrafricana e Ciad                                                           |
| 1924        | 27 maggio 2010    | 15-0-0                                                    | Estende il mandato dell'operazione delle Nazioni Unite in Costa d'Avorio                                                                  |
| 1925        | 28 maggio 2010    | 15-0-0                                                    | Estende il mandato della missione delle Nazioni Unite nella Repubblica Democratica del Congo                                              |
| 1926        | 2 giugno 2010     | 15-0-0                                                    | Posti vacanti ed elezioni per la Corte internazionale di giustizia                                                                        |
| 1927        | 4 giugno 2010     | 15-0-0                                                    | Schieramento di forze di polizia aggiuntive per la missione di stabilizzazione delle Nazioni Unite ad Haiti                               |
| 1928        | 7 giugno 2010     | 15-0-0                                                    | Estende il mandato della commissione di esperti per il controllo delle sanzioni contro la Corea del Nord                                  |
| 1929        | 9 giugno 2010     | 12-2-1 (contro: Brasile, Turchia; astenuto: Libano)       | Sanzioni all'Iran per il suo programma nucleare                                                                                           |
| 1930        | 15 giugno 2010    | 14-1-0 (contro: Turchia)                                  | Estende il mandato della Forza di peacekeeping delle Nazioni Unite a Cipro                                                                |
| 1931        | 29 giugno 2010    | 15-0-0                                                    | Estende la durata del mandato dei giudici al Tribunale penale internazionale per l'ex-Jugoslavia                                          |
| 1932        | 29 giugno 2010    | 15-0-0                                                    | Estende la durata del mandato dei giudici al Tribunale penale internazionale per il Ruanda                                                |
| 1933        | 30 giugno 2010    | 15-0-0                                                    | Estende ed espande il mandato dell'operazione delle Nazioni Unite in Costa d'Avorio e delle forze francesi di sostegno                    |
| 1934        | 30 giugno 2010    | 15-0-0                                                    | Estende il mandato della Forza di disimpegno degli osservatori delle Nazioni Unite                                                        |
| 1935        | 30 luglio 2010    | 15-0-0                                                    | Estende il mandato dell'operazione ibrida Nazioni Unite - Unione africana in Darfur                                                       |
| 1936        | 5 agosto 2010     | 15-0-0                                                    | Estende il mandato della missione di assistenza delle Nazioni Unite in Iraq                                                               |
| 1937        | 30 agosto 2010    | 15-0-0                                                    | Estende il mandato della Forza di interposizione in Libano delle Nazioni Unite                                                            |
| 1938        | 15 settembre 2010 | 15-0-0                                                    | Estende il mandato della missione delle Nazioni Unite in Liberia                                                                          |
| 1939        | 15 settembre 2010 | 15-0-0                                                    | Estende il mandato della missione delle Nazioni Unite in Nepal per l'ultima volta                                                         |
| 1940        | 29 settembre 2010 | 15-0-0                                                    | Abolisce l'embargo per le armi e le restanti sanzioni nei confronti della Sierra Leone                                                    |
| 1941        | 29 settembre 2010 | 15-0-0                                                    | Estende il mandato dell'United Nations Integrated Peacebuilding Office in Sierra Leone                                                    |
| 1942        | 29 settembre 2010 | 15-0-0                                                    | Autorizza un aumento temporaneo del personale dei contingenti militari e di polizia nell'operazione delle Nazioni Unite in Costa d'Avorio |
| 1943        | 13 ottobre 2010   | 15-0-0                                                    | Estende l'autorizzazione dell'International Security Assistance Force in Afghanistan                                                      |
| 1944        | 14 ottobre 2010   | 15-0-0                                                    | Estende il mandato della missione di stabilizzazione delle Nazioni Unite ad Haiti                                                         |
| 1945        | 14 ottobre 2010   | 14-0-1 (astenuta: Cina)                                   | Estende il mandato della commissione di esperti per il controllo delle sanzioni contro gruppi in Darfur                                   |
| 1946        | 15 ottobre 2010   | 15-0-0                                                    | Estende il mandato della commissione di esperti e delle sanzioni per la Costa d'Avorio                                                    |
| 1947        | 29 ottobre 2010   | 15-0-0                                                    | Riafferma il ruolo della Peacebuilding Commission delle Nazioni Unite                                                                     |
| 1948        | 18 novembre 2010  | 15-0-0                                                    | Estende il mandato della missione ALTHEA (Missione dell'Unione europea) in Bosnia ed Erzegovina                                           |
| 1949        | 23 novembre 2010  | 15-0-0                                                    | Estende il mandato dell'United Nations Integrated Peacebuilding Office in Guinea-Bissau                                                   |
| 1950        | 23 novembre 2010  | 15-0-0                                                    | Ri-autorizza gli Stati ad intervenire contro gli atti di pirateria al largo della Somalia                                                 |
| 1951        | 24 novembre 2010  | 15-0-0                                                    | Temporaneo rischieramento di unità dalla missione delle Nazioni Unite in Liberia all'operazione delle Nazioni Unite in Costa d'Avorio     |
| 1952        | 29 novembre 2010  | 15-0-0                                                    | Estende l'embargo per le armi e altre sanzioni contro la Repubblica Democratica del Congo                                                 |
| 1953        | 14 dicembre 2010  | 14-1-0 (contro: Turchia)                                  | Estende il mandato della Forza di peacekeeping delle Nazioni Unite a Cipro                                                                |
| 1954        | 14 dicembre 2010  | 15-0-0                                                    | Estende la durata del mandato dei giudici al Tribunale penale internazionale per l'ex-Jugoslavia                                          |
| 1955        | 14 dicembre 2010  | 15-0-0                                                    | Estende la durata del mandato dei giudici al Tribunale penale internazionale per il Ruanda, aumento temporaneo giudici ad litem           |
| 1956        | 15 dicembre 2010  | 15-0-0                                                    | Termine disposizioni per il Fondo per lo Sviluppo dell'Iraq; disposizioni per esportazioni di petrolio e gas                              |
| 1957        | 15 dicembre 2010  | 15-0-0                                                    | Fine delle restrizioni relative alle armi di distruzione di massa e alle attività nucleari civili verso l'Iraq                            |
| 1958        | 15 dicembre 2010  | 14-0-1 (astenuta: Francia)                                | Termine attività residue del programma oil-for-food in Iraq                                                                               |
| 1959        | 16 dicembre 2010  | 15-0-0                                                    | Istituzione Ufficio delle Nazioni Unite in Burundi                                                                                        |
| 1960        | 16 dicembre 2010  | 15-0-0                                                    | Richiesta di informazioni su sospetti abusi sessuali nei conflitti armati                                                                 |
| 1961        | 17 dicembre 2010  | 15-0-0                                                    | Rinnova l'embargo per le armi e le sanzioni verso la Liberia                                                                              |
| 1962        | 20 dicembre 2010  | 15-0-0                                                    | Estende il mandato dell'Operazione delle Nazioni Unite in Costa d'Avorio; chiede il rispetto dei risultati delle elezioni presidenziali   |
| 1963        | 20 dicembre 2010  | 15-0-0                                                    | Comitato Anti-terrorismo delle Nazioni Unite                                                                                              |
| 1964        | 22 dicembre 2010  | 15-0-0                                                    | Estende l'autorizzazione della Missione dell'Unione africana in Somalia ed allarga il numero di forze impiegate                           |
| 1965        | 22 dicembre 2010  | 15-0-0                                                    | Estende il mandato della Forza di disimpegno degli osservatori delle Nazioni Unite                                                        |
| 1966        | 22 dicembre 2010  | 14-0-1 (astenuta: Russia)                                 | Conclusione dei lavori rimanenti al Tribunale penale internazionale per il Ruanda ed ex-Jugoslavia                                        |
| 1967        | 19 gennaio 2011   | 15-0-0                                                    | Autorizza l'aumento nell'uso della forza nell'Operazione delle Nazioni Unite in Costa d'Avorio                                            |
| 1968        | 16 febbraio 2011  | 15-0-0                                                    | Rischieramento delle truppe della Missione delle Nazioni Unite in Liberia all'Operazione delle Nazioni Unite in Costa d'Avorio            |
| 1969        | 24 febbraio 2011  | 15-0-0                                                    | Estende il mandato della Missione integrata delle Nazioni Unite a Timor-Est                                                               |
| 1970        | 26 febbraio 2011  | 15-0-0                                                    | Impone sanzioni al regime libico di Muʿammar Gheddafi per il tentativo di reprimere una sommossa popolare                                 |
| 1971        | 3 marzo 2011      | 15-0-0                                                    | Ritira il contingente della Missione delle Nazioni Unite in Liberia per la protezione della Corte speciale per la Sierra Leone            |
| 1972        | 17 marzo 2011     | 15-0-0                                                    | Rende temporaneamente esente da sanzioni finanziarie il lavoro delle organizzazioni umanitarie in Somalia.                                |
| 1973        | 17 marzo 2011     | 10-0-5 (astenuti: Cina, Russia, Brasile, Germania, India) | Autorizza una no fly zone sulla Libia, con il compito esplicito di proteggere la popolazione civile                                       |
| 1974        | 22 marzo 2011     | 15-0-0                                                    | Estende il mandato della missione di assistenza delle Nazioni Unite in Afghanistan                                                        |
| 1975        | 30 marzo 2011     | 15–0–0                                                    | Impone sanzioni al regime di Laurent Gbagbo in Costa d'Avorio per essersi rifiutato di cedere il potere                                   |
| 1976        | 11 aprile 2011    | 15–0–0                                                    | Considera l'istituzione di tribunali speciali per affrontare il fenomeno della pirateria al largo della Somalia                           |
| 1977        | 20 aprile 2011    | 15–0–0                                                    | Estende il mandato della commissione 1540 riguardo alla non-proliferazione delle armi di distruzione di massa                             |
| 1978        | 27 aprile 2011    | 15–0–0                                                    | Estende il mandato della missione delle nazioni Unite in Sudan                                                                            |
| 1979        | 27 aprile 2011    | 15–0–0                                                    | Estende il mandato della missione delle Nazioni Unite per il referendum nel Sahara Occidentale                                            |
| 1980        | 28 aprile 2011    | 15–0–0                                                    | Rinnova l'embargo sulle armi e il divieto di commerciare diamanti per la Costa d'Avorio                                                   |
| 1981        | 13 maggio 2011    | 15–0–0                                                    | Estende il mandato dell'operazione delle Nazioni Unite in Costa d'Avorio e un temporaneo dispiegamento delle truppe dalla Liberia         |
| 1982        | 17 maggio 2011    | 15–0–0                                                    | Estende il mandato della commissione di esperti con il compito di controllare l'embargo sulle armi e altre sanzioni contro il Sudan       |
| 1983        | 7 giugno 2011     | 15–0–0                                                    | Inserimento di prevenzione, terapia e cura dell'HIV/AIDS nelle missioni di peacekeeping                                                   |
| 1984        | 9 giugno 2011     | 14–0–1 (astenuto: Libano)                                 | Estende il mandato della commissione di esperti con il compito di controllare le sanzioni contro l'Iran                                   |
| 1985        | 10 giugno 2011    | 15–0–0                                                    | Estende il mandato della commissione di esperti con il compito di controllare le sanzioni contro la Corea del Nord                        |
| 1986        | 13 giugno 2011    | 15–0–0                                                    | Estende il mandato della Forza di peacekeeping delle Nazioni Unite a Cipro                                                                |
| 1987        | 17 giugno 2011    | Adottata per acclamazione                                 | Consiglia la nomina di Ban Ki-moon per il suo secondo mandato come segretario generale delle Nazioni Unite                                |
| 1988        | 17 giugno 2011    | 15–0–0                                                    | Separa le funzioni del comitato per le sanzioni contro Al-Qaeda e i talebani; sanzioni relative ai talebani                               |
| 1989        | 17 giugno 2011    | 15–0–0                                                    | Separa le funzioni del comitato per le sanzioni contro Al-Qaeda e i talebani; sanzioni relative ad Al-Qaeda                               |
| 1990        | 27 giugno 2011    | 15–0–0                                                    | Stabilisce l'United Nations Interim Security Force for Abyei nell'area al confine tra il Sudan e il Sudan del Sud                         |
| 1991        | 28 giugno 2011    | 15–0–0                                                    | Prolunga la missione delle Nazioni Unite nella Repubblica Democratica del Congo                                                           |
| 1992        | 29 giugno 2011    | 15–0–0                                                    | Estende il dispiegamento di elicotteri dalla missione delle Nazioni Unite in Liberia all'operazione delle Nazioni Unite in Costa d'Avorio |
| 1993        | 29 giugno 2011    | 15–0–0                                                    | Estende i termini di ufficio per i giudici al Tribunale penale internazionale per l'ex-Jugoslavia                                         |
| 1994        | 30 giugno 2011    | 15–0–0                                                    | Estende il mandato della Forza di disimpegno degli osservatori delle Nazioni Unite                                                        |
| 1995        | 6 luglio 2011     | 15–0–0                                                    | Permette ai giudici temporanei del Tribunale penale internazionale per il Ruanda di votare e candidarsi per la presidenza                 |
| 1996        | 8 luglio 2011     | 15–0–0                                                    | Stabilisce la missione delle Nazioni Unite nel Sudan del Sud                                                                              |
| 1997        | 11 luglio 2011    | 15–0–0                                                    | Autorizza la chiusura della missione delle Nazioni Unite in Sudan                                                                         |
| 1998        | 12 luglio 2011    | 15–0–0                                                    | Condanna gli attacchi contro scuole e ospedali durante i conflitti armati                                                                 |
| 1999        | 13 luglio 2011    | Adottata senza votazione                                  | Suggerisce l'ammissione del Sudan del Sud nell'ONU                                                                                        |
| 2000        | 27 luglio 2011    | 15–0–0                                                    | Estende il mandato dell'operazione delle Nazioni Unite in Costa d'Avorio                                                                  |